# Rio Largo

Rio Largo este un oraș în statul Alagoas (AL) din Brazilia.